# Gymnoprosopa
Gymnoprosopa is een vliegengeslacht uit de familie van de dambordvliegen (Sarcophagidae).

## Soorten
- G. argentifrons Townsend, 1892
- G. filipalpus Allen, 1926
- G. latifasciata Reinhard, 1945
- G. milanoensis Reinhard, 1945
- G. pallida Allen, 1926
- G. polita Townsend, 1892